# (18294) Rudenko
(18294) Rudenko est un astéroïde de la ceinture principale.

## Description
(18294) Rudenko est un astéroïde de la ceinture principale. Il fut découvert le 27 septembre 1978 à Naoutchnyï par Lioudmila Tchernykh. Il présente une orbite caractérisée par un demi-grand axe de 2,28 UA, une excentricité de 0,20 et une inclinaison de 6,5° par rapport à l'écliptique.

## Compléments